# کیوکاوا، کاناگاوا
کیوکاوا، کاناگاوا (به لاتین: Kiyokawa, Kanagawa) یک منطقهٔ مسکونی در ژاپن است که در Aikō District واقع شده‌است. کیوکاوا ۷۱٫۲۹ کیلومتر مربع مساحت و ۳٬۳۵۹ نفر جمعیت دارد.